# 아무르 병합
아무르 병합 (중국어 정체자: 兼並阿穆爾, 러시아어: Присоединение Приамурья и Приморья к России
)은 러시아 제국이 1858년부터 1860년까지 일련의 불평등 조약을 통해 시베리아의 남동쪽 구역을 병합한 사건이다. 아무르강 북쪽에서 스타노보이산맥에 이르는 프리아무례와 아무르강 이남부터 한반도와 국경을 접하는 연해주, 그리고 사할린섬이 아무르 병합 당시 러시아 제국 영토에 편입되었다. 외몽골 지역은 공식적으로 청나라의 행정구역으로 남게 되었다.
현대 러시아의 지리로 보면, "프리아무례"는 하바롭스크주 남반과 아무르주와 대략적으로 일치하고, 연해주는 프리모르스키 변경주와 일치한다.

## 배경

1820년 당시 청나라

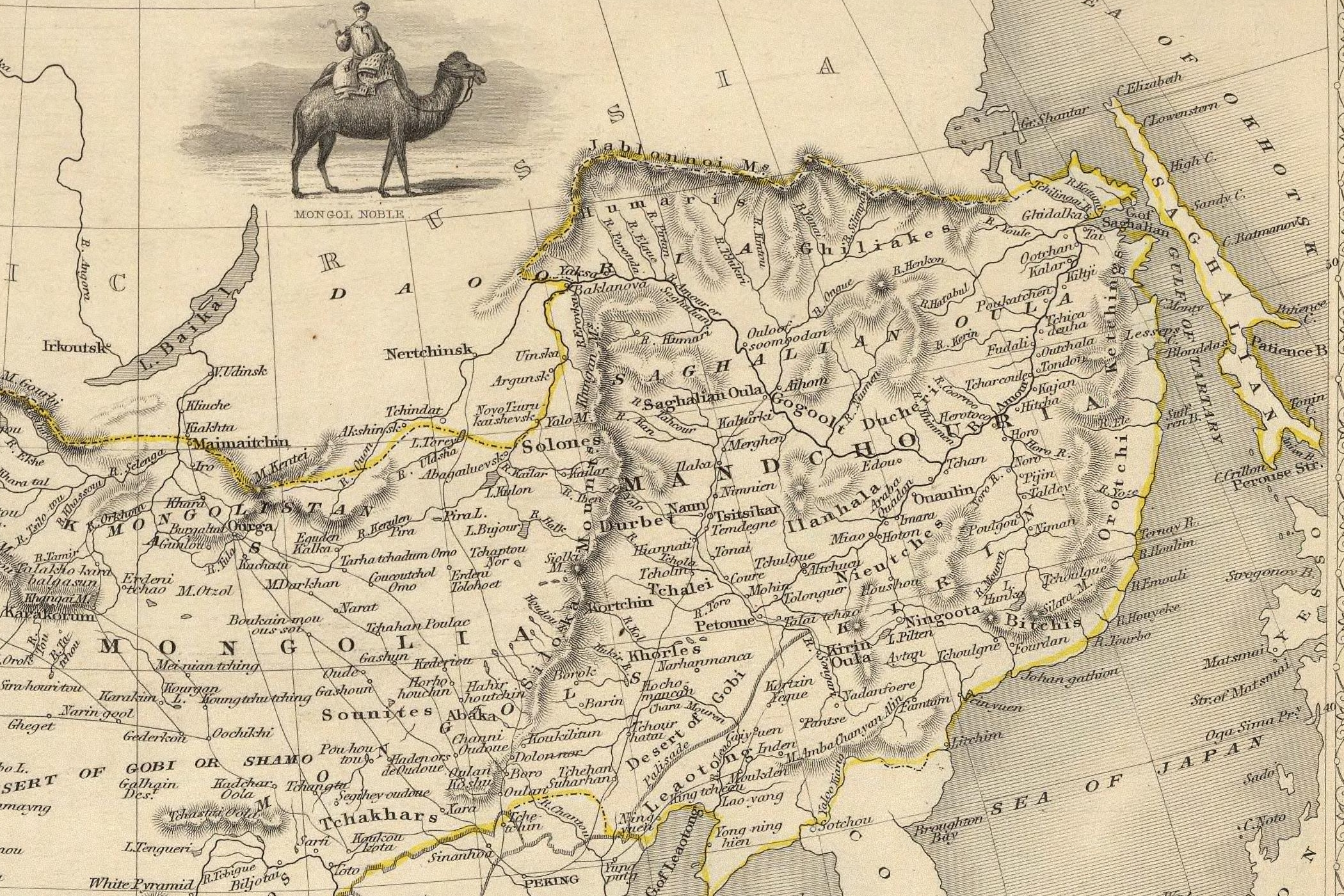
1851년 영국에서 만든 청러 국경지대의 지도.

수문학 상으로, 스타노보이산맥은 북극으로 흘러가는 강들과 아무르강으로 흘러드는 강들을 분리시킨다. 경제학적으로, 시베리아 타이가의 남동쪽 끝부분은 아무르강 중류와 접하여 농경에 유리했다. 사회적, 그리고 정치적으로 600년대부터 이 지역은 중국, 한국, 만주 문화권의 북쪽 가장자리였다. 러시아 제국이 이 지역에 영향력을 행사하기 시작한 것은 17세기 중엽으로, 1643년 러시아 탐험가들이 스타노보이산맥을 넘어오면서부터였다. 1689년 청나라와 러시아 제국은 아무르강 유역을 두고 충돌하였으며, 1689년 네르친스크 조약을 통해 양국의 국경을 스타노보이산맥과 아르군강으로 정했다. 하지만 1840년대부터 상황은 급변했다. 제임스 쿡의 항해 이후 영국, 프랑스, 미국 선박들이 태평양에 진출하기 시작했고, 러시아 역시 알래스카 지역의 치안을 우려한 그리고리 셰리코프와 니콜라이 레자노프가 태평양을 항해했다. 러시아는 해외 세력의 진출이 시베리아 동해안의 해상 방어를 위협한다고 판단했고, 이에 따라 아무르강을 활용하여 태평양으로 진출하고자 했다.

## 같이 보기
- 외만주
- 외몽골
- 탕누 우량하이
- 외북서주
- 강동육십사둔
- 1900년 아무르 반중 집단학살

## 참고 문헌
- Bassin, Mark. "Inventing Siberia: visions of the Russian East in the early nineteenth century." American Historical Review 96.3 (1991): 763–794. online
- Bassin, Mark. Imperial visions: nationalist imagination and geographical expansion in the Russian Far East, 1840–1865 (Cambridge University Press, 1999).
- Cheng, Tien-Fong. A History Of Sino-Russian Relations (1957) pp 11–38,
- Gibson, James R. "The Significance of Siberia to Tsarist Russia." Canadian Slavonic Papers 14.3 (1972): 442–453.
- McAleavy,  Henry. "China and the Amur Provinces" History Today (1964) 14#6  pp 381–390.
- March, G. Patrick. "Eastern Destiny: Russia in Asia and the North Pacific" (1996)